# 851
Năm 851 là một năm trong lịch Julius.